# Hermannia doliaris
Hermannia doliaris är en kvalsterart som först beskrevs av Koch 1839.  Hermannia doliaris ingår i släktet Hermannia och familjen Hermanniidae. Inga underarter finns listade i Catalogue of Life.